# 干兰滩遗址
干兰滩遗址，位于中国青海省同德县巴沟乡才乃亥村，为青海省市县级文物保护单位，公布日期为1988年5月15日，类型为古遗址。
干兰滩遗址的历史年代为卡约文化。